# Gare de Montauban-de-Bretagne
Gare de MMontauban-de-Bretagne – stacja kolejowa w Montauban-de-Bretagne, w departamencie Ille-et-Vilaine, w regionie Bretania, we Francji.
Jest stacją Société nationale des chemins de fer français (SNCF), obsługiwaną przez pociągi TER Bretagne.

## Położenie
Znajduje się na wysokości 66 m n.p.m., na 405,542 km linii Paryż – Brest, pomiędzy stacjami Montfort-sur-Meu i La Brohinière.

## Usługi
Usługi kolejowe są prowadzone przez pociągi TER Bretagne, kursujące między Rennes, La Brohinière, Lamballe lub Saint-Brieuc.